# Kostel Povýšení svatého Kříže (Dvůr Králové nad Labem)
Kostel Povýšení Svatého Kříže je římskokatolický kostel ve Dvoře Králové nad Labem. Mezi obyvateli Dvora Králové je nazývaný "kostelíček". Je chráněn jako kulturní památka České republiky.

## Historie
Podle pověsti zde v 9. století zabloudil český kníže Bořivoj I., když se vracel z Velehradu, kde byl pokřtěn. Cestou mu posel přinesl zprávu, že se na jeho sídle Levém Hradci vzbouřili čeští zemani. Bořivoj se rozhodl zůstat v těch místech na východě Čech, kde dostal zprávu. Jednoho dne se vydal na lov jelena se svojí družinou a v hustých lesích zabloudil. Slíbil Bohu, že když se z těchto lesů dostane, postaví na památku kostel. Za chvíli uslyšel zakokrhat kohouta a podle hlasu dojel k domku uhlíře, který zde v milíři pálil uhlí. U domku stál dřevěný kříž. Kníže Bořivoj splnil slib a dal postavit kostel Povýšení Svatého Kříže. Uhlíř byl povýšen a dostal jméno Dým (Dejm). Do erbovního pole mu kníže dal uhlí (rod Dejmů má v erbu husu od r. 1730). Uhlíř dostal celou stavbu kostela na starost. Dělníci, které kníže ke stavbě povolal, káceli stromy na kostel a na svá obydlí. Chvojím pokrývali střechy domků a osadě dali jméno Chvojno. V 10. století zde vznikl knížecí dvorec (Dvůr) Chvojno. Pověst napsal v roce 1782 Karel Jan rytíř z Bienenberka, po něm v roce 1867 Antonín Konstantin Viták a další autoři.

## Kostel
Kostel Povýšení Svatého Kříže byl první církevní stavbou na území města. Zápis o dřevěném kostele Sv. Kříže na Dolním předměstí je z roku 1500. Místo zchátralého dřevěného kostela dala česká královna Marie Terezie v roce 1752 postavit zděný kostel Povýšení Svatého Kříže. Hlavní oltář namaloval na zeď Jan Kramolín z Nového Bydžova. Autor namaloval Ježíšovo ukřižování, v pozadí je město Dvůr Králové nad Labem, jak vypadalo v 18. století. Věž tohoto kostela byla přistavěna za 30 let.

## Svátek Povýšení Svatého Kříže
Svátek Povýšení Svatého Kříže je v církevním kalendáři 14. září. Ustanovení tohoto svátku předcházela událost dobytí Jeruzaléma. Perský král Chosroas dobyl v roce 614 Jeruzalém a odvezl do Persie svatou záštitu křesťanů Kristův kříž. Za několik let se byzantský císař Heraklius vydal s vojáky do Persie, dobyl ji a kříž přivezl v roce 627 zpět. Přinesl kříž do Jeruzaléma a v přítomnosti jeruzalémského patriarchy sv. Zachariáše ho 14. září 627 postavil – „povýšil“ na oltář v chrámu Božího hrobu v Jeruzalémě. Tento den, 14. září, se začal slavit jako svátek. Lidová pranostika k tomuto dni: „po Svatém Kříži podzim se blíží.“
Do roku 1969 byl v katolickém kalendáři ještě jeden svátek, který se vztahoval ke cti Ježíšova kříže. Tento svátek měl název Nalezení Svatého Kříže a slavil se 3. května. Tento den, 3. května, v roce 310 císařovna sv. Helena (matka císaře sv. Konstantina Velikého, r. 313 vydal Edikt milánský), našla na Golgotě (Kalvárii) v Jeruzalémě tři kříže. Popravčí nástroje byly zakopány na místě popravy. Protože nikdo nevěděl, jak poznat Kristův kříž, dal jeruzalemský biskup sv. Makarios (Makarius, 10. 3.) přinést nosítka s ochrnulou ženou. Té se dotkl těmi nalezenými kříži. Při doteku jednoho kříže byla uzdravena. Zkoušku opakovali na slepci a několika dalších nemocných a všichni se uzdravili. Sv. Helena ponechala část Kristova kříže v Jeruzalemě a další část s hřeby převezla v roce 325 do Říma. Dala přestavět svůj palác na chrám baziliku Svatého Kříže Jerusalemského (italsky Santa Croce in Gerusalemme, latinsky Sanctae Crucis in Hierusalem), do kterého uložila svaté relikvie. Svátek Nalezení Svatého Kříže se slavil od roku 325 do roku 1969. V roce 1492 se našel při rekonstrukci kostela zazděný výklenek, ve kterém byla uložena relikvie Sv. Kříže. V tomto chrámu je také uložena tabulka z Ježíšova kříže, na které je známý nápis: INRI – Ježíš Nazaretský, král židovský. Palác používala císařovna Helena v letech 317–322.